# Zeitakubjó
A Zeitakubjó (ゼイタクビョウ; Hepburn: Zeitakubyō; „Luxusbetegség”) a One Ok Rock japán rockegyüttes első nagykiadós stúdióalbuma, mely 2007. november 21-én jelent meg az Amuse Inc. alá tartozó Aer-born kiadónál. 15. volt az Oricon heti listáján és 22 hétig szerepelt a slágerlistán. Az együttes 2022-ben kiadott Luxury Disease című albuma a Zeitakubjó szó szerinti angol fordítása.

## Számlista
| 1.    | Naihi sinsó (内秘心書)                              | Taka      | Taka                   | One Ok Rock Korenaga Kóicsi | 3:49 |
| 2.    | Borderline                                          | Tóru      | Tóru                   | One Ok Rock Korenaga        | 3:42 |
| 3.    | (You Can Do) Everything                             | Taka      | Taka                   | One Ok Rock Hiraide Szatoru | 3:38 |
| 4.    | Joru ni sika sakanai mangecu (夜にしか咲かない満月) | Taka      | Taka                   | One Ok Rock Hiraide         | 4:00 |
| 5.    | Jume jume (努努-ゆめゆめ)                           | Taka Tóru | Taka Tóru              | One Ok Rock Hiraide         | 3:16 |
| 6.    | Kageró (カゲロウ)                                   | Taka      | Taka Onizava Alexander | One Ok Rock Macui Keidzsi   | 4:08 |
| 7.    | Lujo                                                | Taka Tóru | Alex Tomoja Rjóta      | One Ok Rock I.N.A           | 4:08 |
| 8.    | Kemuri (ケムリ)                                     | Tóru      | Tóru                   | One Ok Rock Hiraide         | 4:23 |
| 9.    | Jokubó ni micsi ta szeinendan (欲望に満ちた青年団)  | Taka      | Taka                   | One Ok Rock Korenaga        | 3:22 |
| 10.   | Et Cetera (エトセトラ)                              | Taka      | Taka Alex              | One Ok Rock Hiraide         | 4:34 |
| 11.   | A New One for All, All for the New One              | Taka      | One Ok Rock            | One Ok Rock Korenaga        | 4:46 |
| 43:42 |                                                     |           |                        |                             |      |

## Slágerlisták és minősítés
| Slágerlista (2007) | Legmagasabb helyezés |
| ------------------ | -------------------- |
| Oricon albumlista  | 15                   |

| Cím                       | Év   | Legmagasabb helyezés |
| Cím                       | Év   | JPN                  |
| ------------------------- | ---- | -------------------- |
| Naihi sinsó (内秘心書)    | 2007 | 48                   |
| Jume jume (努努-ゆめゆめ) | 2007 | 43                   |
| Et Cetera (エトセトラ)    | 2007 | 29                   |

| Régió                                                       | Minősítés | Eladott példányszám |
| ----------------------------------------------------------- | --------- | ------------------- |
| Japán (RIAJ)                                                | arany     | 100 000^            |
| ^ Kiszállítási példányszámok kizárólag a minősítés alapján. |           |                     |

## Közreműködők
- Moriucsi Takahiro   – ének
- Jamasita Tóru   – ritmusgitár, rap
- Onizava Alexander Reimon   –   szólógitár
- Kohama Rjóta   – basszusgitár
- Kanki Tomoja   – dobok, ütősök

## Fordítás
Ez a szócikk részben vagy egészben  a   Zeitakubyo című angol Wikipédia-szócikk fordításán alapul.  Az eredeti cikk szerkesztőit annak laptörténete sorolja fel. Ez a jelzés csupán a megfogalmazás eredetét és a szerzői jogokat jelzi, nem szolgál a cikkben szereplő információk forrásmegjelöléseként.